# Toyota Echo
Der Toyota Echo ist ein Pkw-Modell des japanischen Herstellers Toyota, das von Sotiris Kovos in Toyotas Belgischen Designcenter entworfen wurde. Es ist das Stufenheckpendant (Viertürer) und Coupé (Zweitürer) des Toyota Yaris (XP10). Unter der Bezeichnung Echo wurde das Fahrzeug in Nordamerika ab 1999 verkauft und hatte dort eine anders gestaltete Frontpartie sowie andere Außenspiegel als der Yaris.
Verkauft wurden vom Echo in den USA von 1999 bis 2004 ca. 150.000 Einheiten.
In Japan war der Echo als Toyota Platz auf dem Markt und in Südostasien als Toyota Vios. In der Volksrepublik China wurde der Echo ab 2002 unter dem Namen Xiali Vela angeboten. Der Echo verkaufte sich in Amerika nur mäßig, da der Wagen für dortige Verhältnisse zu klein war. Im Gegensatz zum Yaris war der Echo nur mit einem 1,5-Liter-Ottomotor mit 16 Ventilen und variablem Ventiltrieb (VVTi) erhältlich. Er hatte 80 kW (108 PS) und ein Drehmoment von 142 Nm. Die Höchstdrehzahl betrug 6500/min. Er wurde wahlweise mit einem 5-Gang-Getriebe oder einer Viergangautomatik geliefert. Eine Servolenkung war serienmäßig.

Der Nachfolger des Echo ist der Toyota Belta, der wiederum auf dem Toyota Yaris (ab 2006) basiert.

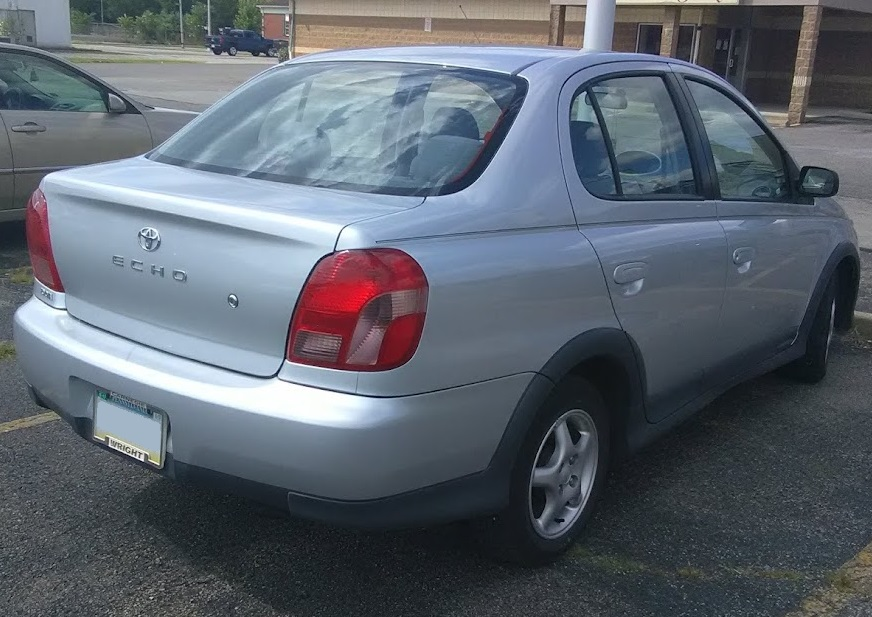
Heckansicht Viertürer
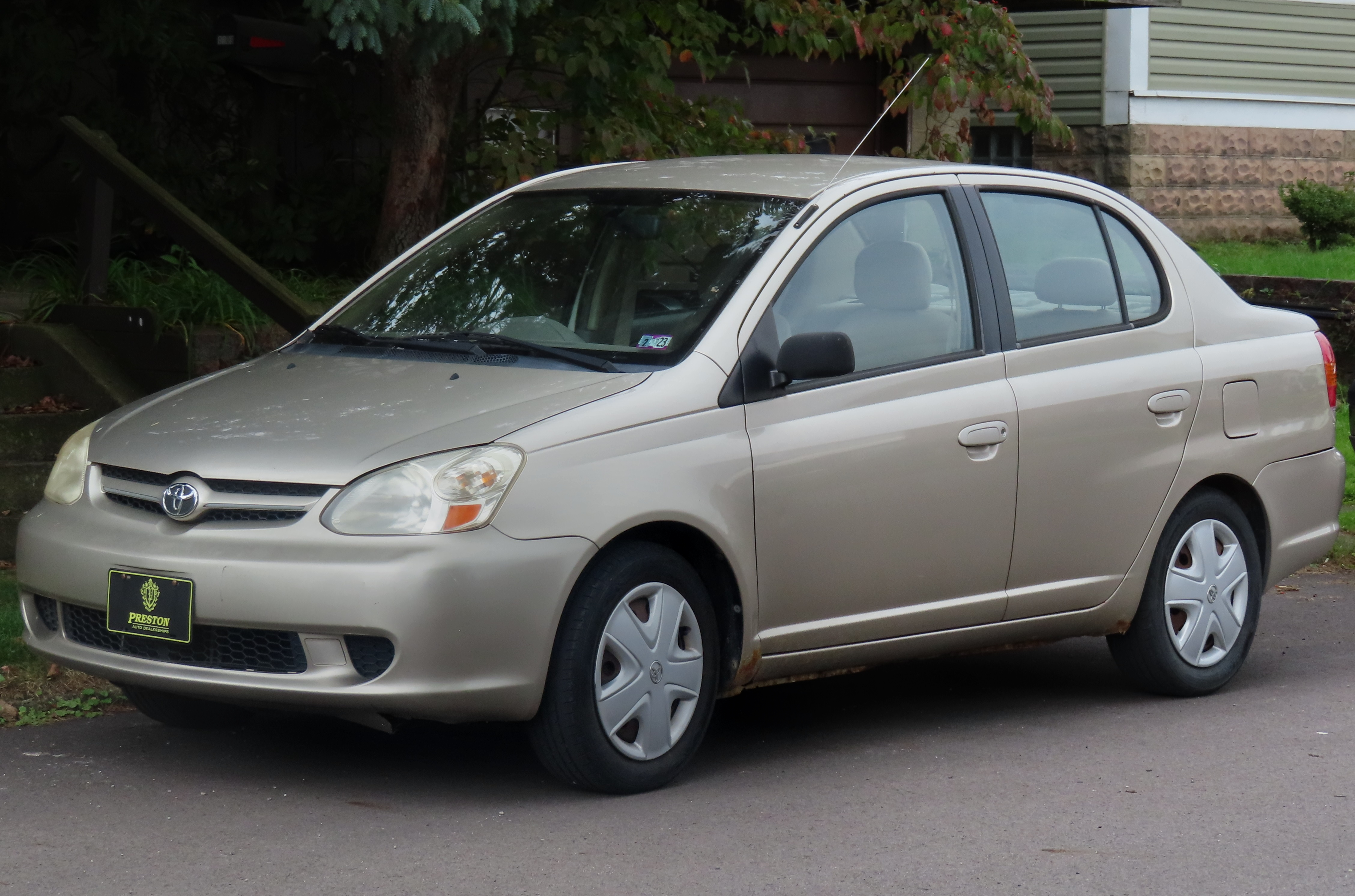
Facelift (2003–2005)
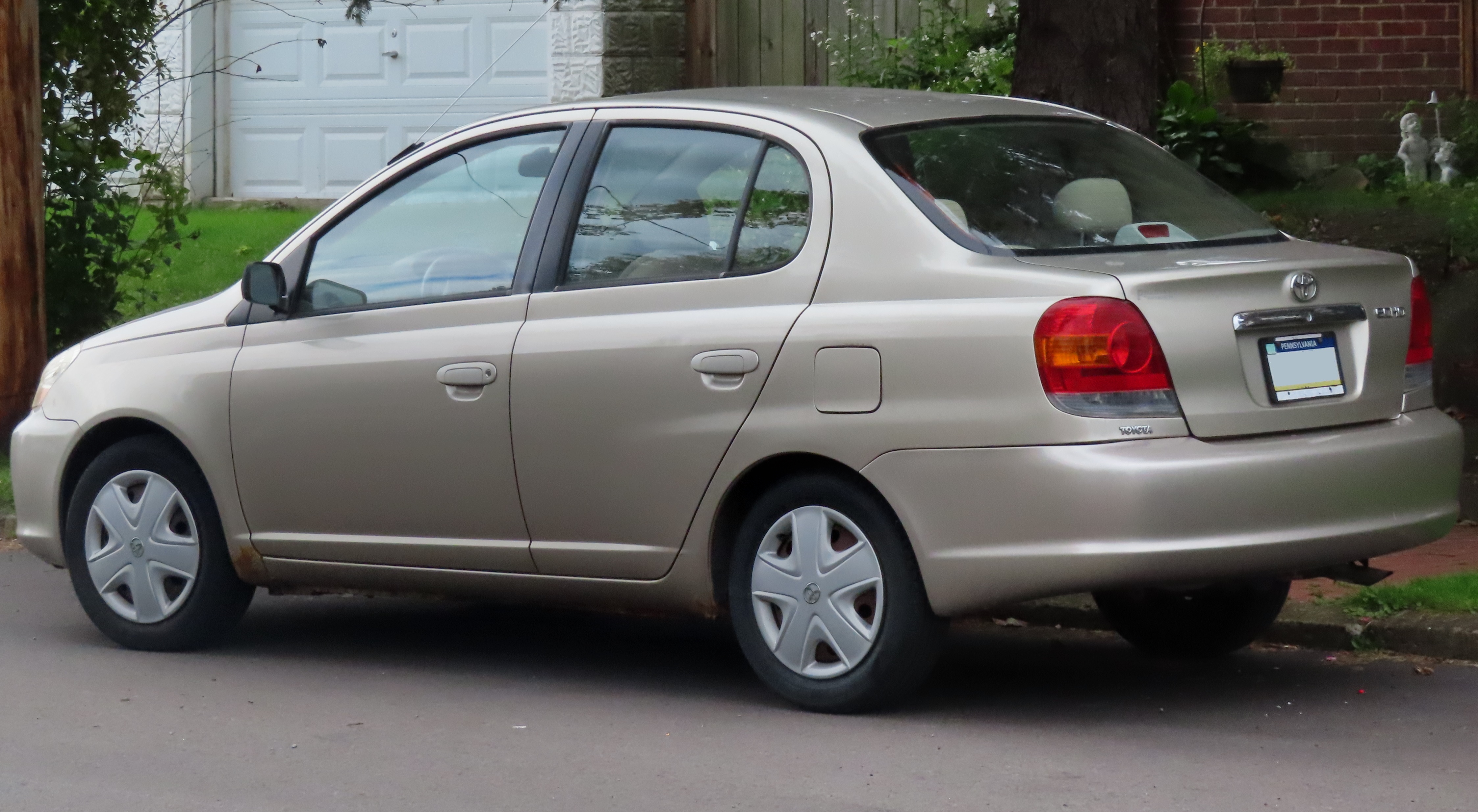
Heckansicht
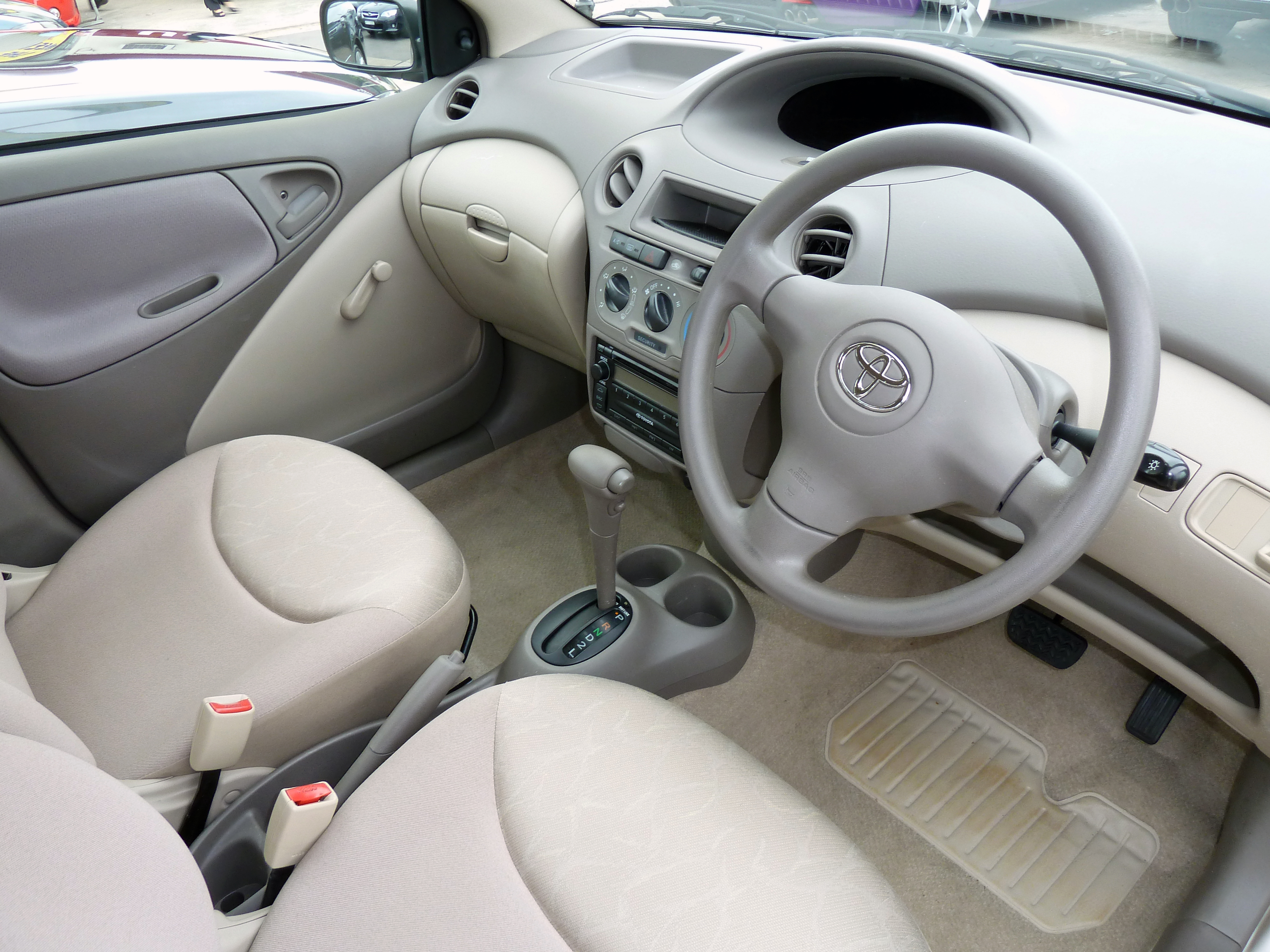
Innenraum